# Liste der Kulturgüter in Feldbrunnen-St. Niklaus
Die Liste der Kulturgüter in Feldbrunnen-St. Niklaus enthält alle Objekte in der Gemeinde Feldbrunnen-St. Niklaus im Kanton Solothurn, die gemäss der Haager Konvention zum Schutz von Kulturgut bei bewaffneten Konflikten, dem Bundesgesetz vom 20. Juni 2014 über den Schutz der Kulturgüter bei bewaffneten Konflikten sowie der Verordnung vom 29. Oktober 2014 über den Schutz der Kulturgüter bei bewaffneten Konflikten unter Schutz stehen.
Objekte der Kategorien A und B sind vollständig in der Liste enthalten, Objekte der Kategorie C fehlen zurzeit (Stand: 1. Januar 2023).

## Kulturgüter
| Foto | | Objekt                                                                       | Kat. | Typ | Standort                             | Beschreibung |
| ---- | --- | ---------------------------------------------------------------------------- | ---- | --- | ------------------------------------ | ------------ |
| ja   | Datei hochladen · Wikidata zu Schloss Waldegg mit Gartenanlage und Nebenbauten (Q2243929)               | Schloss Waldegg mit Gartenanlage und Nebenbauten KGS-Nr.: 04539              | A    | G   | Waldegg 1–4 608316 / 230278          |              |
| ja   | Datei hochladen · Wikidata zu Katholische Kirche St. Niklaus mit umliegenden Grabdenkmälern (Q29880749) | Katholische Kirche St. Niklaus mit umliegenden Grabdenkmälern KGS-Nr.: 04541 | B    | G   | Riedholzstrasse 4 607949 / 229960    |              |
| ja   | Datei hochladen · Wikidata zu Waldegghof mit Speicher (Q29880751)                                       | Waldegghof mit Speicher KGS-Nr.: 04542                                       | B    | G   | Möslistrasse 7, (7a) 608677 / 229927 |              |
| ja   | Datei hochladen · Wikidata zu Villa Koch (Q29880753)                                                    | Villa Koch KGS-Nr.: 04543                                                    | B    | G   | Baselstrasse 2 608560 / 229509       |              |
| BW   | Datei hochladen · Wikidata zu Villa Serdang mit Park (Q29880756)                                        | Villa Serdang mit Park KGS-Nr.: 04544                                        | B    | G   | Baselstrasse 1 608602 / 229743       |              |
| BW   | Datei hochladen · Wikidata zu Wohnhaus (Q29880758)                                                      | Wohnhaus KGS-Nr.: 13474                                                      | B    | G   | Kalchgrabenweg 8 608004 / 230241     |              |